# The Truth About Love
The Truth About Love är en  brittisk romantisk komedi från 2004 med bland andra Jennifer Love Hewitt och Dougray Scott, regisserad av John Hay.

## Handling
I filmen spelar Jennifer Love Hewitt en gift kvinna som får för sig för att sätta sin man på prov genom att skicka ett anonymt Alla hjärtans dag-kort till honom.

## Rollista
| Dougray Scott        | – Archie Gray      |
| Jennifer Love Hewitt | – Alice Holbrook   |
| David Christian      | – Suppository Man  |
| Branka Katic         | – Katya            |
| Freddie Waters       | – Fidgety Teenager |
| Jimi Mistry          | – Sam Holbrook     |
| Kate Miles           | – Felicity         |
| Tracy O'Flaherty     | – Promotions Woman |
| Tom Boyd             | – Henry            |